# Pfarrkirche Nußdorf am Attersee

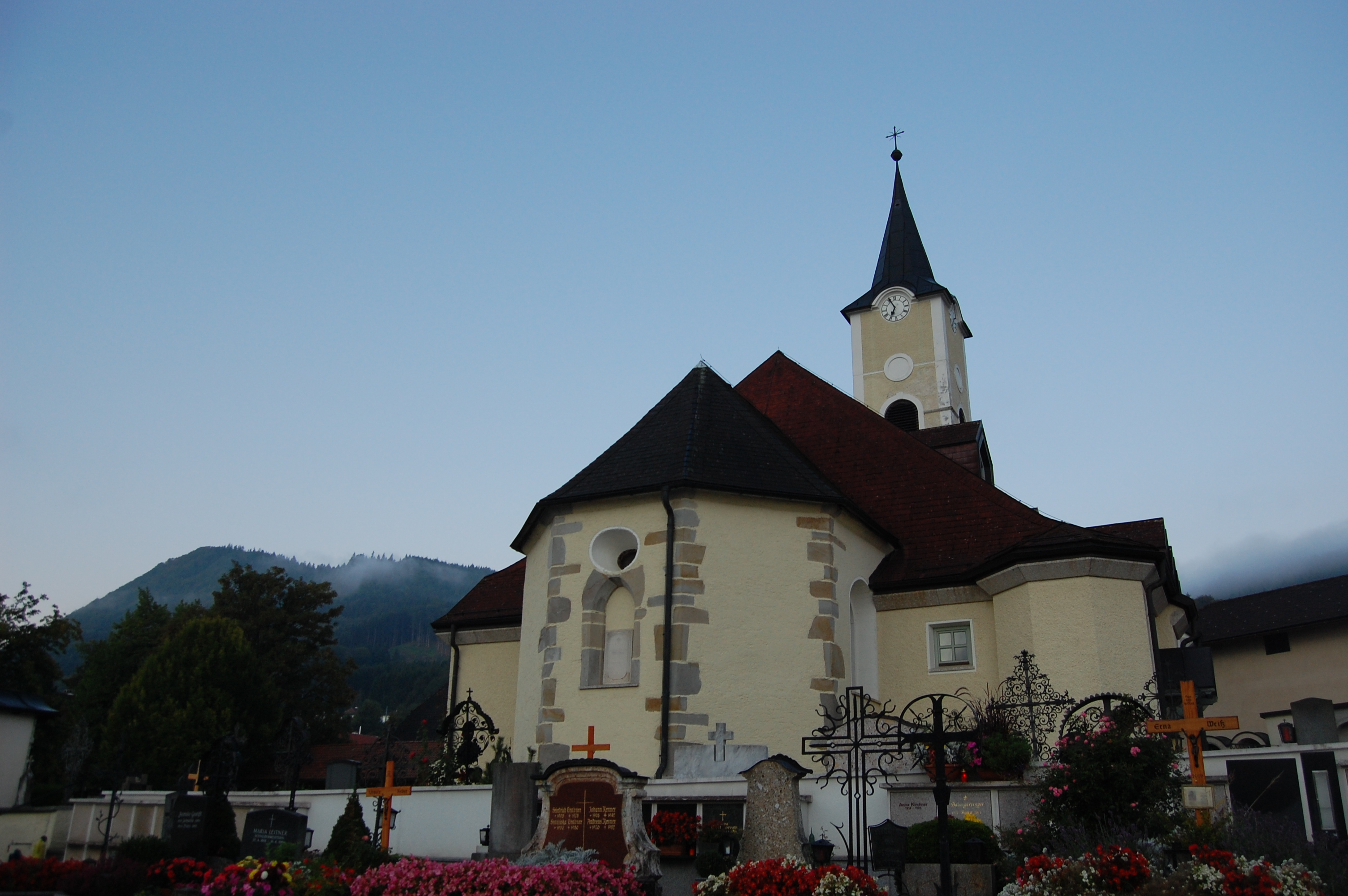
Pfarrkirche Nußdorf am Attersee

Die römisch-katholische Pfarrkirche Nußdorf am Attersee steht in der Gemeinde Nußdorf am Attersee im Bezirk Vöcklabruck in Oberösterreich. Sie ist dem heiligen Mauritius geweiht und gehört zum Seelsorgeraum Schörfling im Dekanat Schörfling. Die Kirche steht unter Denkmalschutz.

## Geschichte
Die Pfarre Nußdorf wird in der Mitte des 14. Jahrhunderts erstmals urkundlich erwähnt. Während der Reformation wurde die katholische Pfarre aufgelöst und die Kirche über 200 Jahre von den Protestanten genutzt. Trotz Gegenreformation blieb der Anteil der Protestanten an der Gesamtbevölkerung sehr hoch und ist es mit 12 % auch heute noch. Später wurde die Kirche von den Jesuiten aus dem Kloster Traunkirchen zum Predigen genutzt. Unter Kaiser Joseph II. wurde die katholische? Pfarre Nußdorf 1783 wiedererrichtet.
Die evangelische Gemeinde errichtete 1789 in Zell am Attersee eine Privatschule, die zu den ältesten in Oberösterreich zählte. Die Schule war bis 1925 in Betrieb.
Nach einem Großbrand musste die Kirche in den Jahren 1816 bis 1818 großteils erneuert werden. Im Zuge dessen wurde der heutige Westturm errichtet und das Langhaus um einen Zubau erweitert.
Das Marienbild am linken Seitenaltar ist über die Pfarrgrenzen hinaus bekannt. Der Künstler Emanuel Oberhauser wählte dafür das Porträt von Emma Adler (1858–1935), der Ehefrau des Sozialdemokraten Viktor Adler. Das Bildnis wurde von der örtlichen Bevölkerung kritisch betrachtet, da Oberhauser eine „jüdische Frau“ oder eine Sozialdemokratin dargestellt hat. Der Maler entgegnete dem Vorwurf damit, dass auch Maria eine Jüdin gewesen sei. Interessant ist im Zusammenhang mit dem Mariengemälde die Bildung einer Legende, welche besagt, die Kirche sei bei einem Brand zerstört worden, nur das Bild sei dabei unversehrt geblieben. Offensichtlich werden hier historische Tatsachen wie die Brandkatastrophe von Nußdorf (1857) und das Aufsehenerregende des Marienbildes in Beziehung gebracht.

## Kirchenbau
Von der ursprünglich spätgotischen Kirche ist heute lediglich der Altarraum (Chor) erhalten. Der einjochige Altarraum mit 5/8-Schluss hat ein Netzrippengewölbe. Der Bau wurde in den Jahren 1987/88 erweitert.

## Ausstattung
Der Hochaltar von 1836 wurde in neo-spätbarock-klassizistischen Formen errichtet. Das Altarbild zeigt den heiligen Mauritius als römischen Soldaten mit seinen Gefährten Johannes und Paulus und zwei römischen Palastbeamten. An der Chorbogenwand stehen zwei barocke Statuen der beiden Wetterheiligen Johannes und Paulus aus dem ersten  Viertel des 18: Jahrhunderts. Sie sind als römische Legionäre gekleidet und tragen einen Palmenzweig als Zeichen, dass sie Märtyrer waren. Außerdem ist ein gotisches Taufbecken erhalten.
Nach dem Kirchenumbau 1986 / 87 wurde 1998 eine einmanualige Orgel mit geteilten Registern und angehängtem Pedal nach Art der alten spanischen Orgel vom belgischen Orgelbauer Patrick Collon errichtet.
An der südseitigen Friedhofsmauer steht eine Grabkapelle mit beschrifteten Totenschädeln und bemalten Reliefbildern (Geburt Christi, Flucht nach Ägypten – 1868).